# Uwe Woltemath
Uwe Woltemath (* 18. September 1956 in Bremen; † 7. Januar 2022) war ein deutscher Politiker (bis 2010 FDP) und war Abgeordneter der Bremischen Bürgerschaft. Er studierte nach dem Abitur Wirtschaftswissenschaften und war seit 1982 freiberuflich als Journalist tätig.

## Politik

### Freie Demokratische Partei
Woltemath war von 1978 bis 2010 Mitglied der Freien Demokratische Partei (FDP). Er war Mitbegründer des Landesverbandes Bremen der Jungen Liberalen. Von April 2006 bis September 2006 war er Landesschatzmeister der FDP Bremen. Anfang September 2006 wurde er als Nachfolger des zurückgetretenen Peter Bollhagen zum Landesvorsitzenden gewählt. Im März 2009 trat er nach parteiinternen Streitigkeiten um die Schulpolitik als Landesvorsitzender zurück.
Von 2007 bis 2011 war er Mitglied der Bremischen Bürgerschaft und im Rechtsausschuss, im Haushalts- und Finanzausschuss und in der Deputation für Inneres der Bürgerschaft vertreten. Vom Amt des Vorsitzenden der FDP-Fraktion trat er Ende August 2010 zurück. Am 9. Dezember 2010 trat er aus Partei und Fraktion der FDP aus, woraufhin die Partei ihren Fraktionsstatus verlor.

### Bremer und Bremerhavener Bürger Liste
Nach dem Austritt aus der FDP gründete Woltemath die Wählervereinigung „Bremer und Bremerhavener Bürger Liste“ (Kurzbezeichnung: BBL). Mit dieser nahm er an der Bürgerschaftswahl in Bremen 2011 im Wahlbereich Bremen teil. Die Wählervereinigung erreichte einen Anteil von 0,4 % der Stimmen.

### Wahlalternative 2013
Woltemath war einer der 68 Hauptzeichner der eurokritischen Wahlalternative 2013, trat jedoch nicht der aus ihr hervorgegangenen Alternative für Deutschland bei.